# Il mio uomo è un selvaggio
Il mio uomo è un selvaggio (Le Sauvage) è un film del 1975 diretto da Jean-Paul Rappeneau.

## Trama
Martin, un uomo di mezza età, abbandona la moglie, lascia il lavoro e da New York si rifugia in un'isola del Sudamerica dove conduce una vita semplice e spensierata. Ma sull'isola arrivano anche Nelly e il suo gelosissimo fidanzato italiano Vittorio.

## Produzione
Il film è stato girato in Francia e in Venezuela.

## Critica
Il Mereghetti. Dizionario dei film 2008: **
«Farsa semiseria (...) poco di più che una vetrina per le due star» Yves Montand e Catherine Deneuve.
Il Morandini. Dizionario dei film 2000:
«una commedia di carta velina».